# Herrarnas turnering i beachvolleyboll vid olympiska sommarspelen 2020
Herrarnas turnering i beachvolleyboll vid olympiska sommarspelen 2020 genomfördes mellan 24 juli och 7 augusti 2021 i Shiokazeparken, Tokyo, Japan. Ursprungligen var tävlingarna planerade till 25 juli till 8 augusti 2020, men på grund av Covid-19-pandemin, sköts de som resten av tävlingen upp till sommaren 2021, vilket IOC och organisationskommittén tillkännagav 24 mars 2020. På grund av pandemin spelades matcherna utan publik. I tävlingen deltog 24 lag med totalt 48 spelare.
Anders Mol och Christian Sørum vann guld genom att slå Viacheslav Krasilnikov och Oleg Stoyanovskiy i finalen, medan Cherif Younousse och Ahmed Tijan tog brons.

## Lag
Tjugofyra lag lottades i sex grupper om fyra lag i varje.
| Team                                       | NOC           |
| ------------------------------------------ | ------------- |
| Julian Azaad / Nicolás Capogrosso          | Argentina     |
| Chris McHugh / Damien Schumann             | Australien    |
| Alison Cerutti / Álvaro Morais Filho       | Brasilien     |
| Evandro Oliveira / Bruno Oscar Schmidt     | Brasilien     |
| Marco Grimalt / Esteban Grimalt            | Chile         |
| Ondřej Perušič / David Schweiner           | Tjeckien      |
| Julius Thole / Clemens Wickler             | Tyskland      |
| Adrian Carambula / Enrico Rossi            | Italien       |
| Paolo Nicolai / Daniele Lupo               | Italien       |
| Yusuke Ishijima / Katsuhiro Shiratori      | Japan         |
| Mārtiņš Pļaviņš / Edgars Točs              | Lettland      |
| Josué Gaxiola / José Rubio                 | Mexiko        |
| Zouheir El Graoui / Mohamed Abicha         | Marocko       |
| Alexander Brouwer / Robert Meeuwsen        | Nederländerna |
| Anders Mol / Christian Sørum               | Norge         |
| Michał Bryl / Grzegorz Fijałek             | Polen         |
| Piotr Kantor / Bartosz Łosiak              | Polen         |
| Cherif Younousse / Ahmed Tijan             | Qatar         |
| Viacheslav Krasilnikov / Oleg Stoyanovskiy | ROC           |
| Konstantin Semenov / Ilya Leshukov         | ROC           |
| Pablo Herrera / Adrián Gavira              | Spanien       |
| Adrian Heidrich / Mirco Gerson             | Schweiz       |
| Jake Gibb / Tri Bourne*                    | USA           |
| Nick Lucena / Phil Dalhausser              | USA           |

*Gibbs spelade tillsammans med Taylor Crabb i kvalet, men då Crabb testade positivt för Covid-19 ersattes han av Bourne.

## Lottning
Lottningen hölls 5 juli 2021.
| Grupp A                  | Grupp B                          | Grupp C                 |
| ------------------------ | -------------------------------- | ----------------------- |
| Mol – Sørum (NOR)        | Krasilnikov – Stoyanovskiy (ROC) | Cherif – Ahmed (QAT)    |
| Semenov – Leshukov (ROC) | Perušič – Schweiner (CZE)        | Gibb – Bourne (USA)     |
| Herrera – Gavira (ESP)   | Pļaviņš – Točs (LAT)             | Carambula – Rossi (ITA) |
| McHugh – Schumann (AUS)  | Gaxiola – Rubio (MEX)            | Heidrich – Gerson (SUI) |

| Grupp D                   | Grupp E                     | Grupp F                    |
| ------------------------- | --------------------------- | -------------------------- |
| Alison – Álvaro (BRA)     | Fijałek – Bryl (POL)        | Ishijima – Shiratori (JPN) |
| Brouwer – Meeuwsen (NED)  | Evandro – Schmidt (BRA)     | Thole – Wickler (GER)      |
| Lucena – Dalhausser (USA) | M Grimalt – E Grimalt (CHI) | Nicolai – Lupo (ITA)       |
| Azaad – Capogrosso (ARG)  | El Graoui – Abicha (MAR)    | Kantor – Łosiak (POL)      |

## Domare
Följande domare var utvalda att döma för turneringen:
- Osvaldo Sumavil
- Mário Ferro
- Wang Lijun
- Juan Carlos Saavedra
- Charalampos Papadogoulas
- Mariko Satomi
- Davide Crescentini
- Agnieszka Myszkowska
- Rui Carvalho
- Roman Pristovakin
- Giovanni Bake
- José María Padrón
- Brig Beatie

## Gruppspel
Alla tider är lokala (UTC+9).

### Grupp A
| Pos | Lag                      | M | V | F | P | SV | SF | SK    | BV  | BF  | BK    | Kvalificering  |
| --- | ------------------------ | - | - | - | - | -- | -- | ----- | --- | --- | ----- | -------------- |
| 1   | Semenov – Leshukov (ROC) | 3 | 3 | 0 | 6 | 6  | 0  | MAX   | 127 | 107 | 1,187 | Åttondelsfinal |
| 2   | Mol – Sørum (NOR)        | 3 | 2 | 1 | 5 | 4  | 3  | 1,333 | 137 | 133 | 1,030 | Åttondelsfinal |
| 3   | Herrera – Gavira (ESP)   | 3 | 1 | 2 | 4 | 2  | 4  | 0,500 | 120 | 120 | 1,000 | Lucky losers   |
| 4   | McHugh – Schumann (AUS)  | 3 | 0 | 3 | 3 | 1  | 6  | 0,167 | 114 | 138 | 0,826 |                |

| 24 juli 2021 16:00 | Semenov – Leshukov | 2–0 | Herrera – Gavira | Shiokazeparken, Tokyo Domare: Mário Ferro (BRA), Osvaldo Sumavil (ARG) |
| 24 juli 2021 16:00 | (21–19, 22–20)     |     |                  | Shiokazeparken, Tokyo Domare: Mário Ferro (BRA), Osvaldo Sumavil (ARG) |

| 24 juli 2021 22:00 | Mol – Sørum           | 2–1 | McHugh – Schumann | Shiokazeparken, Tokyo Domare: Agnieszka Myszkowska (POL), Juan Carlos Saavedra (COL) |
| 24 juli 2021 22:00 | (21–18, 18–21, 15–13) |     |                   | Shiokazeparken, Tokyo Domare: Agnieszka Myszkowska (POL), Juan Carlos Saavedra (COL) |

| 26 juli 2021 15:00 | Semenov – Leshukov | 2–0 | McHugh – Schumann | Shiokazeparken, Tokyo Domare: Wang Lijun (CHN), Davide Crescentini (ITA) |
| 26 juli 2021 15:00 | (21–14, 21–16)     |     |                   | Shiokazeparken, Tokyo Domare: Wang Lijun (CHN), Davide Crescentini (ITA) |

| 26 juli 2021 22:00 | Mol – Sørum    | 2–0 | Herrera – Gavira | Shiokazeparken, Tokyo Domare: Charalampos Papadogoulas (GRE), Giovanni Bake (RSA) |
| 26 juli 2021 22:00 | (21–17, 24–22) |     |                  | Shiokazeparken, Tokyo Domare: Charalampos Papadogoulas (GRE), Giovanni Bake (RSA) |

| 28 juli 2021 17:00 | Herrera – Gavira | 2–0 | McHugh – Schumann | Shiokazeparken, Tokyo Domare: Roman Pristovakin (RUS), Mário Ferro (BRA) |
| 28 juli 2021 17:00 | (21–16, 21–16)   |     |                   | Shiokazeparken, Tokyo Domare: Roman Pristovakin (RUS), Mário Ferro (BRA) |

| 28 juli 2021 22:00 | Mol – Sørum    | 0–2 | Semenov – Leshukov | Shiokazeparken, Tokyo Domare: Brig Beatie (USA), José María Padrón (ESP) |
| 28 juli 2021 22:00 | (19–21, 19–21) |     |                    | Shiokazeparken, Tokyo Domare: Brig Beatie (USA), José María Padrón (ESP) |

### Grupp B
| Pos | Lag                              | M | V | F | P | SV | SF | SK    | BV  | BF  | BK    | Kvalificering  |
| --- | -------------------------------- | - | - | - | - | -- | -- | ----- | --- | --- | ----- | -------------- |
| 1   | Krasilnikov – Stoyanovskiy (ROC) | 3 | 2 | 1 | 5 | 5  | 4  | 1,250 | 169 | 148 | 1,142 | Åttondelsfinal |
| 2   | Pļaviņš – Točs (LAT)             | 3 | 2 | 1 | 5 | 4  | 3  | 1,333 | 83  | 93  | 0,892 | Åttondelsfinal |
| 3   | Gaxiola – Rubio (MEX)            | 3 | 1 | 2 | 4 | 4  | 4  | 1,000 | 150 | 151 | 0,993 | Åttondelsfinal |
| 4   | Perušič – Schweiner (CZE)        | 3 | 1 | 2 | 4 | 3  | 5  | 0,600 | 96  | 148 | 0,649 |                |

| 26 juli 2021 10:00 | Krasilnikov – Stoyanovskiy | 2–1 | Gaxiola – Rubio | Shiokazeparken, Tokyo Domare: Rui Carvalho (POR), Brig Beatie (USA) |
| 26 juli 2021 10:00 | (24–26, 21–15, 18–16)      |     |                 | Shiokazeparken, Tokyo Domare: Rui Carvalho (POR), Brig Beatie (USA) |

| 26 juli 2021 17:00 | Perušič – Schweiner | 0–2 Tilldelad | Pļaviņš – Točs | Shiokazeparken, Tokyo |
| 26 juli 2021 17:00 |                     |               |                | Shiokazeparken, Tokyo |

| 29 juli 2021 16:00 | Perušič – Schweiner   | 2–1 | Gaxiola – Rubio | Shiokazeparken, Tokyo Domare: José María Padrón (ESP), Brig Beatie (USA) |
| 29 juli 2021 16:00 | (17–21, 21–16, 16–14) |     |                 | Shiokazeparken, Tokyo Domare: José María Padrón (ESP), Brig Beatie (USA) |

| 29 juli 2021 17:00 | Krasilnikov – Stoyanovskiy | 1–2 | Pļaviņš – Točs | Shiokazeparken, Tokyo Domare: Rui Carvalho (POR), Juan Carlos Saavedra (COL) |
| 29 juli 2021 17:00 | (21–13, 19–21, 11–15)      |     |                | Shiokazeparken, Tokyo Domare: Rui Carvalho (POR), Juan Carlos Saavedra (COL) |

| 31 juli 2021 15:00 | Pļaviņš – Točs | 0–2 | Gaxiola – Rubio | Shiokazeparken, Tokyo Domare: Brig Beatie (USA), Mariko Satomi (JPN) |
| 31 juli 2021 15:00 | (18–21, 16–21) |     |                 | Shiokazeparken, Tokyo Domare: Brig Beatie (USA), Mariko Satomi (JPN) |

| 31 juli 2021 16:00 | Krasilnikov – Stoyanovskiy | 2–1 | Perušič – Schweiner | Shiokazeparken, Tokyo Domare: Juan Carlos Saavedra (COL), Agnieszka Myszkowska (POL) |
| 31 juli 2021 16:00 | (19–21, 21–13, 15–8)       |     |                     | Shiokazeparken, Tokyo Domare: Juan Carlos Saavedra (COL), Agnieszka Myszkowska (POL) |

### Grupp C
| Pos | Lag                     | M | V | F | P | SV | SF | SK    | BV  | BF  | BK    | Kvalificering  |
| --- | ----------------------- | - | - | - | - | -- | -- | ----- | --- | --- | ----- | -------------- |
| 1   | Cherif – Ahmed (QAT)    | 3 | 3 | 0 | 6 | 6  | 0  | MAX   | 129 | 103 | 1,252 | Åttondelsfinal |
| 2   | Gibb – Bourne (USA)     | 3 | 2 | 1 | 5 | 4  | 2  | 2,000 | 121 | 119 | 1,017 | Åttondelsfinal |
| 3   | Heidrich – Gerson (SUI) | 3 | 1 | 2 | 4 | 2  | 5  | 0,400 | 133 | 139 | 0,957 | Lucky losers   |
| 4   | Carambula – Rossi (ITA) | 3 | 0 | 3 | 3 | 1  | 6  | 0,167 | 125 | 147 | 0,850 |                |

| 25 juli 2021 17:00 | Cherif – Ahmed | 2–0 | Heidrich – Gerson | Shiokazeparken, Tokyo Domare: Juan Carlos Saavedra (COL), Charalampos Papadogoulas (GRE) |
| 25 juli 2021 17:00 | (21–17, 21–16) |     |                   | Shiokazeparken, Tokyo Domare: Juan Carlos Saavedra (COL), Charalampos Papadogoulas (GRE) |

| 25 juli 2021 22:00 | Gibb – Bourne  | 2–0 | Carambula – Rossi | Shiokazeparken, Tokyo Domare: Mário Ferro (BRA), Roman Pristovakin (RUS) |
| 25 juli 2021 22:00 | (21–18, 21–19) |     |                   | Shiokazeparken, Tokyo Domare: Mário Ferro (BRA), Roman Pristovakin (RUS) |

| 28 juli 2021 09:00 | Gibb – Bourne  | 2–0 | Heidrich – Gerson | Shiokazeparken, Tokyo Domare: Charalampos Papadogoulas (GRE), Agnieszka Myszkowska |
| 28 juli 2021 09:00 | (21–19, 23–21) |     |                   | Shiokazeparken, Tokyo Domare: Charalampos Papadogoulas (GRE), Agnieszka Myszkowska |

| 28 juli 2021 20:00 | Cherif – Ahmed | 2–0 | Carambula – Rossi | Shiokazeparken, Tokyo Domare: José María Padrón (ESP), Rui Carvalho (POR) |
| 28 juli 2021 20:00 | (24–22, 21–13) |     |                   | Shiokazeparken, Tokyo Domare: José María Padrón (ESP), Rui Carvalho (POR) |

| 30 juli 2021 10:00 | Carambula – Rossi     | 1–2 | Heidrich – Gerson | Shiokazeparken, Tokyo Domare: Brig Beatie (USA), Charalampos Papadogoulas (GRE) |
| 30 juli 2021 10:00 | (14–21, 26–24, 13–15) |     |                   | Shiokazeparken, Tokyo Domare: Brig Beatie (USA), Charalampos Papadogoulas (GRE) |

| 30 juli 2021 22:00 | Cherif – Ahmed | 2–0 | Gibb – Bourne | Shiokazeparken, Tokyo Domare: Juan Carlos Saavedra (COL), José María Padrón (ESP) |
| 30 juli 2021 22:00 | (21–18, 21–17) |     |               | Shiokazeparken, Tokyo Domare: Juan Carlos Saavedra (COL), José María Padrón (ESP) |

### Grupp D
| Pos | Lag                       | M | V | F | P | SV | SF | SK    | BV  | BF  | BK    | Kvalificering  |
| --- | ------------------------- | - | - | - | - | -- | -- | ----- | --- | --- | ----- | -------------- |
| 1   | Alison – Álvaro (BRA)     | 3 | 2 | 1 | 5 | 5  | 2  | 2,500 | 143 | 127 | 1,126 | Åttondelsfinal |
| 2   | Brouwer – Meeuwsen (NED)  | 3 | 2 | 1 | 5 | 4  | 2  | 2,000 | 120 | 108 | 1,111 | Åttondelsfinal |
| 3   | Lucena – Dalhausser (USA) | 3 | 2 | 1 | 5 | 4  | 4  | 1,000 | 147 | 144 | 1,021 | Åttondelsfinal |
| 4   | Azaad – Capogrosso (ARG)  | 3 | 0 | 3 | 3 | 1  | 6  | 0,167 | 107 | 138 | 0,775 |                |

| 24 juli 2021 10:00 | Alison – Álvaro | 2–0 | Azaad – Capogrosso | Shiokazeparken, Tokyo Domare: Charalampos Papadogoulas (GRE), Rui Carvalho (POR) |
| 24 juli 2021 10:00 | (21–16, 21–17)  |     |                    | Shiokazeparken, Tokyo Domare: Charalampos Papadogoulas (GRE), Rui Carvalho (POR) |

| 24 juli 2021 21:00 | Brouwer – Meeuwsen | 2–0 | Lucena – Dalhausser | Shiokazeparken, Tokyo Domare: Rui Carvalho (POR), Giovanni Bake (RSA) |
| 24 juli 2021 21:00 | (21–17, 21–18)     |     |                     | Shiokazeparken, Tokyo Domare: Rui Carvalho (POR), Giovanni Bake (RSA) |

| 27 juli 2021 12:00 | Alison – Álvaro       | 1–2 | Lucena – Dalhausser | Shiokazeparken, Tokyo Domare: Roman Pristovakin (RUS), Osvaldo Sumavil (ARG) |
| 27 juli 2021 12:00 | (22–24, 21–19, 13–15) |     |                     | Shiokazeparken, Tokyo Domare: Roman Pristovakin (RUS), Osvaldo Sumavil (ARG) |

| 27 juli 2021 21:00 | Brouwer – Meeuwsen | 2–0 | Azaad – Capogrosso | Shiokazeparken, Tokyo Domare: Wang Lijun (CHN), Roman Pristovakin (RUS) |
| 27 juli 2021 21:00 | (21–14, 21–14)     |     |                    | Shiokazeparken, Tokyo Domare: Wang Lijun (CHN), Roman Pristovakin (RUS) |

| 29 juli 2021 11:00 | Lucena – Dalhausser  | 2–1 | Azaad – Capogrosso | Shiokazeparken, Tokyo Domare: Davide Crescentini (ITA), Mariko Satomi (JPN) |
| 29 juli 2021 11:00 | (21–19, 18–21, 15–6) |     |                    | Shiokazeparken, Tokyo Domare: Davide Crescentini (ITA), Mariko Satomi (JPN) |

| 29 juli 2021 22:00 | Alison – Álvaro | 2–0 | Brouwer – Meeuwsen | Shiokazeparken, Tokyo Domare: Wang Lijun (CHN), Roman Pristovakin (RUS) |
| 29 juli 2021 22:00 | (21–14, 24–22)  |     |                    | Shiokazeparken, Tokyo Domare: Wang Lijun (CHN), Roman Pristovakin (RUS) |

### Grupp E
| Pos | Lag                           | M | V | F | P | SV | SF | SK    | BV  | BF  | BK    | Kvalificering  |
| --- | ----------------------------- | - | - | - | - | -- | -- | ----- | --- | --- | ----- | -------------- |
| 1   | Evandro – Schmidt (BRA)       | 3 | 3 | 0 | 6 | 6  | 2  | 3,000 | 151 | 128 | 1,180 | Åttondelsfinal |
| 2   | Bryl – Fijałek (POL)          | 3 | 2 | 1 | 5 | 5  | 2  | 2,500 | 134 | 120 | 1,117 | Åttondelsfinal |
| 3   | M. Grimalt – E. Grimalt (CHI) | 3 | 1 | 2 | 4 | 3  | 4  | 0,750 | 125 | 120 | 1,042 | Lucky losers   |
| 4   | El Graoui – Abicha (MAR)      | 3 | 0 | 3 | 3 | 0  | 6  | 0,000 | 84  | 126 | 0,667 |                |

| 25 juli 2021 11:00 | Evandro – Schmidt     | 2–1 | M. Grimalt – E. Grimalt | Shiokazeparken, Tokyo Domare: Osvaldo Sumavil (ARG), Mariko Satomi (JPN) |
| 25 juli 2021 11:00 | (21–15, 16–21, 15–12) |     |                         | Shiokazeparken, Tokyo Domare: Osvaldo Sumavil (ARG), Mariko Satomi (JPN) |

| 25 juli 2021 16:00 | Fijałek – Bryl | 2–0 | El Graoui – Abicha | Shiokazeparken, Tokyo Domare: Giovanni Bake (RSA), José María Padrón (ESP) |
| 25 juli 2021 16:00 | (21–17, 21–11) |     |                    | Shiokazeparken, Tokyo Domare: Giovanni Bake (RSA), José María Padrón (ESP) |

| 27 juli 2021 15:00 | Evandro – Schmidt | 2–0 | El Graoui – Abicha | Shiokazeparken, Tokyo Domare: Brig Beatie (USA), Juan Carlos Saavedra (COL) |
| 27 juli 2021 15:00 | (21–14, 21–16)    |     |                    | Shiokazeparken, Tokyo Domare: Brig Beatie (USA), Juan Carlos Saavedra (COL) |

| 27 juli 2021 17:00 | Fijałek – Bryl | 2–0 | M. Grimalt – E. Grimalt | Shiokazeparken, Tokyo Domare: Charalampos Papadogoulas (GRE), Brig Beatie (USA) |
| 27 juli 2021 17:00 | (21–17, 21–18) |     |                         | Shiokazeparken, Tokyo Domare: Charalampos Papadogoulas (GRE), Brig Beatie (USA) |

| 30 juli 2021 11:00 | M. Grimalt – E. Grimalt | 2–0 | El Graoui – Abicha | Shiokazeparken, Tokyo Domare: Rui Carvalho (POR), Agnieszka Myszkowska (POL) |
| 30 juli 2021 11:00 | (21–14, 21–12)          |     |                    | Shiokazeparken, Tokyo Domare: Rui Carvalho (POR), Agnieszka Myszkowska (POL) |

| 30 juli 2021 21:00 | Fijałek – Bryl        | 1–2 | Evandro – Schmidt | Shiokazeparken, Tokyo Domare: Charalampos Papadogoulas (GRE), Brig Beatie (USA) |
| 30 juli 2021 21:00 | (21–19, 14–21, 15–17) |     |                   | Shiokazeparken, Tokyo Domare: Charalampos Papadogoulas (GRE), Brig Beatie (USA) |

### Grupp F
| Pos | Lag                        | M | V | F | P | SV | SF | SK    | BV  | BF  | BK    | Kvalificering  |
| --- | -------------------------- | - | - | - | - | -- | -- | ----- | --- | --- | ----- | -------------- |
| 1   | Nicolai – Lupo (ITA)       | 3 | 3 | 0 | 6 | 6  | 2  | 3,000 | 150 | 138 | 1,087 | Åttondelsfinal |
| 2   | Thole – Wickler (GER)      | 3 | 2 | 1 | 5 | 5  | 2  | 2,500 | 138 | 118 | 1,169 | Åttondelsfinal |
| 3   | Kantor – Łosiak (POL)      | 3 | 1 | 2 | 4 | 3  | 4  | 0,750 | 128 | 125 | 1,024 | Lucky losers   |
| 4   | Ishijima – Shiratori (JPN) | 3 | 0 | 3 | 3 | 0  | 6  | 0,000 | 91  | 126 | 0,722 |                |

| 25 juli 2021 10:00 | Ishijima – Shiratori | 0–2 | Kantor – Łosiak | Shiokazeparken, Tokyo Domare: Wang Lijun (CHN), Roman Pristovakin (RUS) |
| 25 juli 2021 10:00 | (15–21, 14–21)       |     |                 | Shiokazeparken, Tokyo Domare: Wang Lijun (CHN), Roman Pristovakin (RUS) |

| 25 juli 2021 20:00 | Thole – Wickler       | 1–2 | Nicolai – Lupo | Shiokazeparken, Tokyo Domare: Roman Pristovakin (RUS), Wang Lijun (CHN) |
| 25 juli 2021 20:00 | (21–19, 19–21, 13–15) |     |                | Shiokazeparken, Tokyo Domare: Roman Pristovakin (RUS), Wang Lijun (CHN) |

| 27 juli 2021 10:00 | Ishijima – Shiratori | 0–2 | Nicolai – Lupo | Shiokazeparken, Tokyo Domare: Osvaldo Sumavil (ARG), Wang Lijun (CHN) |
| 27 juli 2021 10:00 | (19–21, 16–21)       |     |                | Shiokazeparken, Tokyo Domare: Osvaldo Sumavil (ARG), Wang Lijun (CHN) |

| 27 juli 2021 20:00 | Thole – Wickler | 2–0 | Kantor – Łosiak | Shiokazeparken, Tokyo Domare: Osvaldo Sumavil (ARG), Mariko Satomi (JPN) |
| 27 juli 2021 20:00 | (22–20, 21–16)  |     |                 | Shiokazeparken, Tokyo Domare: Osvaldo Sumavil (ARG), Mariko Satomi (JPN) |

| 30 juli 2021 16:00 | Nicolai – Lupo        | 2–1 | Kantor – Łosiak | Shiokazeparken, Tokyo Domare: Mário Ferro (BRA), Wang Lijun (CHN) |
| 30 juli 2021 16:00 | (21–19, 17–21, 15–10) |     |                 | Shiokazeparken, Tokyo Domare: Mário Ferro (BRA), Wang Lijun (CHN) |

| 31 juli 2021 11:00 | Ishijima – Shiratori | 0–2 | Thole – Wickler | Shiokazeparken, Tokyo Domare: Giovanni Bake (RSA), Wang Lijun (CHN) |
| 31 juli 2021 11:00 | (16–21, 11–21)       |     |                 | Shiokazeparken, Tokyo Domare: Giovanni Bake (RSA), Wang Lijun (CHN) |

### Lucky losers
Tabellen nedan visar lagen som kom trea i respektive grupp rankade baserat på vunna poäng m.m.. De två bästa lagen gick direkt vidare till åttondelsfinal medan övriga fyra lag spelade om de kvarvarande två platserna. Det tredjerankade laget mötte det sjätterankade laget och det fjärderankade laget mötte det femterankade laget.

| Pos | Lag                           | M | V | F | P | SV | SF | SK    | BV  | BF  | BK    | Kvalificering        |
| --- | ----------------------------- | - | - | - | - | -- | -- | ----- | --- | --- | ----- | -------------------- |
| 1   | Lucena – Dalhausser (USA)     | 3 | 2 | 1 | 5 | 4  | 4  | 1,000 | 147 | 144 | 1,021 | Åttondelsfinal       |
| 2   | Gaxiola – Rubio (MEX)         | 3 | 1 | 2 | 4 | 4  | 4  | 1,000 | 150 | 151 | 0,993 | Åttondelsfinal       |
| 3   | M. Grimalt – E. Grimalt (CHI) | 3 | 1 | 2 | 4 | 3  | 4  | 0,750 | 125 | 120 | 1,042 | Lucky loser playoffs |
| 4   | Kantor – Łosiak (POL)         | 3 | 1 | 2 | 4 | 3  | 4  | 0,750 | 128 | 125 | 1,024 | Lucky loser playoffs |
| 5   | Herrera – Gavira (ESP)        | 3 | 1 | 2 | 4 | 2  | 4  | 0,500 | 120 | 120 | 1,000 | Lucky loser playoffs |
| 6   | Heidrich – Gerson (SUI)       | 3 | 1 | 2 | 4 | 2  | 5  | 0,400 | 133 | 139 | 0,957 | Lucky loser playoffs |

#### Lucky loser playoffs
| 31 juli 2021 21:00 | Kantor – Łosiak      | 1–2 | Herrera – Gavira | Shiokazeparken, Tokyo Domare: Davide Crescentini (ITA), Osvaldo Sumavil (ARG) |
| 31 juli 2021 21:00 | (29–31, 21–19, 7–15) |     |                  | Shiokazeparken, Tokyo Domare: Davide Crescentini (ITA), Osvaldo Sumavil (ARG) |

| 31 juli 2021 22:00 | M. Grimalt – E. Grimalt | 2–0 | Heidrich – Gerson | Shiokazeparken, Tokyo Domare: Mário Ferro (BRA), Roman Pristovakin (RUS) |
| 31 juli 2021 22:00 | (21–17, 21–18)          |     |                   | Shiokazeparken, Tokyo Domare: Mário Ferro (BRA), Roman Pristovakin (RUS) |

## Slutspel
Vilka lag som möttes i åttondelsfinal bestämde genom lottdrag. Denna skedde genom att gruppettorna först fick sin plats, därefter lucky losers och slutligen grupptvåorna. Lag som spelat i samma grupp kunde inte mötas i åttondelsfinalen (men däremot alla senare steg).
|  | Åttondelsfinal                   | Åttondelsfinal                   |                          |   | Kvartsfinal          | Kvartsfinal |          |          | Semifinal | Semifinal |  |  | Final | Final |
|  |                                  |                                  |                          |   |                      |             |          |          |           |           |  |  |       |       |
|  | 2 August                         |                                  |                          |   |                      |             |          |          |           |           |  |  |       |       |
|  |                                  |                                  |                          |   |                      |             |          |          |           |           |  |  |       |       |
|  | Semenov – Leshukov (ROC)         | 2                                |                          |   |                      |             |          |          |           |           |  |  |       |       |
|  | Semenov – Leshukov (ROC)         | 2                                | 4 August                 |   |                      |             |          |          |           |           |  |  |       |       |
|  | M. Grimalt – E. Grimalt (CHI)    | 0                                |                          |   |                      |             |          |          |           |           |  |  |       |       |
|  | M. Grimalt – E. Grimalt (CHI)    | 0                                | Semenov – Leshukov (ROC) | 0 |                      |             |          |          |           |           |  |  |       |       |
|  | 1 August                         |                                  | Semenov – Leshukov (ROC) | 0 |                      |             |          |          |           |           |  |  |       |       |
|  |                                  | Mol – Sørum (NOR)                | 2                        |   |                      |             |          |          |           |           |  |  |       |       |
|  | Mol – Sørum (NOR)                | Mol – Sørum (NOR)                | 2                        | 2 |                      |             |          |          |           |           |  |  |       |       |
|  | Mol – Sørum (NOR)                |                                  | 5 August                 | 2 |                      |             |          |          |           |           |  |  |       |       |
|  | Brouwer – Meeuwsen (NED)         | 0                                |                          |   |                      |             |          |          |           |           |  |  |       |       |
|  | Brouwer – Meeuwsen (NED)         | 0                                | Mol – Sørum (NOR)        | 2 |                      |             |          |          |           |           |  |  |       |       |
|  | 2 August                         |                                  | Mol – Sørum (NOR)        | 2 |                      |             |          |          |           |           |  |  |       |       |
|  |                                  | Pļaviņš – Točs (LAT)             | 0                        |   |                      |             |          |          |           |           |  |  |       |       |
|  | Evandro – Schmidt (BRA)          | Pļaviņš – Točs (LAT)             | 0                        | 0 |                      |             |          |          |           |           |  |  |       |       |
|  | Evandro – Schmidt (BRA)          | 4 August                         |                          | 0 |                      |             |          |          |           |           |  |  |       |       |
|  | Pļaviņš – Točs (LAT)             | 2                                |                          |   |                      |             |          |          |           |           |  |  |       |       |
|  | Pļaviņš – Točs (LAT)             | 2                                | Pļaviņš – Točs (LAT)     | 2 |                      |             |          |          |           |           |  |  |       |       |
|  | 2 August                         |                                  | Pļaviņš – Točs (LAT)     | 2 |                      |             |          |          |           |           |  |  |       |       |
|  |                                  | Alison – Álvaro (BRA)            | 0                        |   |                      |             |          |          |           |           |  |  |       |       |
|  | Gaxiola – Rubio (MEX)            | Alison – Álvaro (BRA)            | 0                        | 0 |                      |             |          |          |           |           |  |  |       |       |
|  | Gaxiola – Rubio (MEX)            |                                  | 7 August                 | 0 |                      |             |          |          |           |           |  |  |       |       |
|  | Alison – Álvaro (BRA)            | 2                                |                          |   |                      |             |          |          |           |           |  |  |       |       |
|  | Alison – Álvaro (BRA)            | 2                                | Mol – Sørum (NOR)        | 2 |                      |             |          |          |           |           |  |  |       |       |
|  | 1 August                         |                                  | Mol – Sørum (NOR)        | 2 |                      |             |          |          |           |           |  |  |       |       |
|  |                                  | Krasilnikov – Stoyanovskiy (ROC) | 0                        |   |                      |             |          |          |           |           |  |  |       |       |
|  | Cherif – Ahmed (QAT)             | Krasilnikov – Stoyanovskiy (ROC) | 0                        | 2 |                      |             |          |          |           |           |  |  |       |       |
|  | Cherif – Ahmed (QAT)             | 4 August                         |                          | 2 |                      |             |          |          |           |           |  |  |       |       |
|  | Lucena – Dalhausser (USA)        | 1                                |                          |   |                      |             |          |          |           |           |  |  |       |       |
|  | Lucena – Dalhausser (USA)        | 1                                | Cherif – Ahmed (QAT)     | 2 |                      |             |          |          |           |           |  |  |       |       |
|  | 2 August                         |                                  | Cherif – Ahmed (QAT)     | 2 |                      |             |          |          |           |           |  |  |       |       |
|  |                                  | Nicolai – Lupo (ITA)             | 0                        |   |                      |             |          |          |           |           |  |  |       |       |
|  | Fijałek – Bryl (POL)             | Nicolai – Lupo (ITA)             | 0                        | 0 |                      |             |          |          |           |           |  |  |       |       |
|  | Fijałek – Bryl (POL)             |                                  | 5 August                 | 0 |                      |             |          |          |           |           |  |  |       |       |
|  | Nicolai – Lupo (ITA)             | 2                                |                          |   |                      |             |          |          |           |           |  |  |       |       |
|  | Nicolai – Lupo (ITA)             | 2                                | Cherif – Ahmed (QAT)     | 0 |                      |             |          |          |           |           |  |  |       |       |
|  | 2 August                         |                                  | Cherif – Ahmed (QAT)     | 0 |                      |             |          |          |           |           |  |  |       |       |
|  |                                  | Krasilnikov – Stoyanovskiy (ROC) | 2                        |   | Bronsmatch           | Bronsmatch  |          |          |           |           |  |  |       |       |
|  | Gibb – Bourne (USA)              | Krasilnikov – Stoyanovskiy (ROC) | 2                        | 1 | Bronsmatch           | Bronsmatch  |          |          |           |           |  |  |       |       |
|  | Gibb – Bourne (USA)              | 4 August                         | 4 August                 | 1 |                      |             | 7 August | 7 August |           |           |  |  |       |       |
|  | Thole – Wickler (GER)            | 4 August                         | 4 August                 | 2 |                      |             | 7 August | 7 August |           |           |  |  |       |       |
|  | Thole – Wickler (GER)            | Thole – Wickler (GER)            | 0                        | 2 | Pļaviņš – Točs (LAT) | 0           |          |          |           |           |  |  |       |       |
|  | 2 August                         | Thole – Wickler (GER)            | 0                        |   | Pļaviņš – Točs (LAT) | 0           |          |          |           |           |  |  |       |       |
|  |                                  | Krasilnikov – Stoyanovskiy (ROC) | 2                        |   | Cherif – Ahmed (QAT) | 2           |          |          |           |           |  |  |       |       |
|  | Herrera – Gavira (ESP)           | Krasilnikov – Stoyanovskiy (ROC) | 2                        | 0 | Cherif – Ahmed (QAT) | 2           |          |          |           |           |  |  |       |       |
|  | Herrera – Gavira (ESP)           |                                  |                          | 0 |                      |             |          |          |           |           |  |  |       |       |
|  | Krasilnikov – Stoyanovskiy (ROC) | 2                                |                          |   |                      |             |          |          |           |           |  |  |       |       |
|  | Krasilnikov – Stoyanovskiy (ROC) | 2                                |                          |   |                      |             |          |          |           |           |  |  |       |       |

### Åttondelsfinal
| 1 augusti 2021 13:00 | Cherif – Ahmed        | 2–1 | Lucena – Dalhausser | Shiokazeparken, Tokyo Domare: Osvaldo Sumavil (ARG), Roman Pristovakin (RUS) |
| 1 augusti 2021 13:00 | (14–21, 21–19, 15–11) |     |                     | Shiokazeparken, Tokyo Domare: Osvaldo Sumavil (ARG), Roman Pristovakin (RUS) |

| 1 augusti 2021 22:00 | Mol – Sørum    | 2–0 | Brouwer – Meeuwsen | Shiokazeparken, Tokyo Domare: Mário Ferro (BRA), Davide Crescentini (ITA) |
| 1 augusti 2021 22:00 | (21–17, 21–19) |     |                    | Shiokazeparken, Tokyo Domare: Mário Ferro (BRA), Davide Crescentini (ITA) |

| 2 augusti 2021 13:00 | Evandro – Schmidt | 0–2 | Pļaviņš – Točs | Shiokazeparken, Tokyo Domare: Charalampos Papadogoulas (GRE), Giovanni Bake (RSA) |
| 2 augusti 2021 13:00 | (19–21, 18–21)    |     |                | Shiokazeparken, Tokyo Domare: Charalampos Papadogoulas (GRE), Giovanni Bake (RSA) |

| 2 augusti 2021 14:00 | Semenov – Leshukov | 2–0 | M. Grimalt – E. Grimalt | Shiokazeparken, Tokyo Domare: Davide Crescentini (ITA), Mário Ferro (BRA) |
| 2 augusti 2021 14:00 | (21–16, 21–16)     |     |                         | Shiokazeparken, Tokyo Domare: Davide Crescentini (ITA), Mário Ferro (BRA) |

| 2 augusti 2021 17:00 | Fijałek – Bryl | 0–2 | Nicolai – Lupo | Shiokazeparken, Tokyo Domare: Osvaldo Sumavil (ARG), José María Padrón (ESP) |
| 2 augusti 2021 17:00 | (20–22, 18–21) |     |                | Shiokazeparken, Tokyo Domare: Osvaldo Sumavil (ARG), José María Padrón (ESP) |

| 2 augusti 2021 18:00 | Herrera – Gavira | 0–2 | Krasilnikov – Stoyanovskiy | Shiokazeparken, Tokyo Domare: Brig Beatie (USA), Rui Carvalho (POR) |
| 2 augusti 2021 18:00 | (20–22, 17–21)   |     |                            | Shiokazeparken, Tokyo Domare: Brig Beatie (USA), Rui Carvalho (POR) |

| 2 augusti 2021 21:00 | Gaxiola – Rubio | 0–2 | Alison – Álvaro | Shiokazeparken, Tokyo Domare: Roman Pristovakin (RUS), Giovanni Bake (RSA) |
| 2 augusti 2021 21:00 | (14–21, 13–21)  |     |                 | Shiokazeparken, Tokyo Domare: Roman Pristovakin (RUS), Giovanni Bake (RSA) |

| 2 augusti 2021 22:00 | Gibb – Bourne         | 1–2 | Thole – Wickler | Shiokazeparken, Tokyo Domare: Mário Ferro (BRA), Davide Crescentini (ITA) |
| 2 augusti 2021 22:00 | (21–17, 15–21, 11–15) |     |                 | Shiokazeparken, Tokyo Domare: Mário Ferro (BRA), Davide Crescentini (ITA) |

### Kvartsfinal
| 4 augusti 2021 09:00 | Semenov – Leshukov | 0–2 | Mol – Sørum | Shiokazeparken, Tokyo Domare: Rui Carvalho (POR), Juan Carlos Saavedra (COL) |
| 4 augusti 2021 09:00 | (17–21, 19–21)     |     |             | Shiokazeparken, Tokyo Domare: Rui Carvalho (POR), Juan Carlos Saavedra (COL) |

| 4 augusti 2021 10:00 | Pļaviņš – Točs | 2–0 | Alison – Álvaro | Shiokazeparken, Tokyo Domare: Brig Beatie (USA), Charalampos Papadogoulas (GRE) |
| 4 augusti 2021 10:00 | (21–16, 21–19) |     |                 | Shiokazeparken, Tokyo Domare: Brig Beatie (USA), Charalampos Papadogoulas (GRE) |

| 4 augusti 2021 21:00 | Thole – Wickler | 0–2 | Krasilnikov – Stoyanovskiy | Shiokazeparken, Tokyo Domare: Charalampos Papadogoulas (GRE), Davide Crescentini (ITA) |
| 4 augusti 2021 21:00 | (16–21, 19–21)  |     |                            | Shiokazeparken, Tokyo Domare: Charalampos Papadogoulas (GRE), Davide Crescentini (ITA) |

| 4 augusti 2021 22:00 | Cherif – Ahmed | 2–0 | Nicolai – Lupo | Shiokazeparken, Tokyo Domare: Mário Ferro (BRA), José María Padrón (ESP) |
| 4 augusti 2021 22:00 | (21–17, 23–21) |     |                | Shiokazeparken, Tokyo Domare: Mário Ferro (BRA), José María Padrón (ESP) |

### Semifinal
| 5 augusti 2021 21:00 | Mol – Sørum    | 2–0 | Pļaviņš – Točs | Shiokazeparken, Tokyo Domare: Osvaldo Sumavil (ARG), Charalampos Papadogoulas (GRE) |
| 5 augusti 2021 21:00 | (21–15, 21–16) |     |                | Shiokazeparken, Tokyo Domare: Osvaldo Sumavil (ARG), Charalampos Papadogoulas (GRE) |

| 5 augusti 2021 22:00 | Cherif – Ahmed | 0–2 | Krasilnikov – Stoyanovskiy | Shiokazeparken, Tokyo Domare: Davide Crescentini (ITA), Brig Beatie (USA) |
| 5 augusti 2021 22:00 | (19–21, 17–21) |     |                            | Shiokazeparken, Tokyo Domare: Davide Crescentini (ITA), Brig Beatie (USA) |

### Match om tredjepris
| 7 augusti 2021 10:00 | Pļaviņš – Točs | 0–2 | Cherif – Ahmed | Shiokazeparken, Tokyo Domare: Brig Beatie (USA), Roman Pristovakin (RUS) |
| 7 augusti 2021 10:00 | (12–21, 18–21) |     |                | Shiokazeparken, Tokyo Domare: Brig Beatie (USA), Roman Pristovakin (RUS) |

### Final
| 7 augusti 2021 11:30 | Mol – Sørum    | 2–0 | Krasilnikov – Stoyanovskiy | Shiokazeparken, Tokyo Domare: Charalampos Papadogoulas (GRE), José María Padrón (ESP) |
| 7 augusti 2021 11:30 | (21–17, 21–18) |     |                            | Shiokazeparken, Tokyo Domare: Charalampos Papadogoulas (GRE), José María Padrón (ESP) |

## Slutplaceringar
| Placering | Spelare                                                 | Land          |
| --------- | ------------------------------------------------------- | ------------- |
|           | Anders Mol - Christian Sørum                            | Norge         |
|           | Vjačeslav Krasilnikov - Oleg Stojanovskij               |               |
|           | Cherif Younousse - Ahmed Tijan                          | Qatar         |
| 4         | Mārtiņš Pļaviņš - Edgars Točs                           | Lettland      |
| 5         | Konstantin Semënov - Ilja Lešukov                       |               |
| 5         | Alison Cerutti - Álvaro Morais Filho                    | Brasilien     |
| 5         | Julius Thole - Clemens Wickler                          | Tyskland      |
| 5         | Paolo Nicolai - Daniele Lupo                            | Italien       |
| 9         | Nicholas Lucena - Phil Dalhausser                       | USA           |
| 9         | Alexander Brouwer - Robert Meeuwsen                     | Nederländerna |
| 9         | Evandro Gonçalves Oliveira Júnior - Bruno Oscar Schmidt | Brasilien     |
| 9         | Marco Grimalt – Esteban Grimalt                         | Chile         |
| 9         | Grzegorz Fijałek - Michał Bryl                          | Polen         |
| 9         | Pablo Herrera – Adrián Gavira                           | Spanien       |
| 9         | Josue Gaston Gaxiola Leyva - Jose Luis Rubio Camargo    | Mexiko        |
| 9         | Jacob Gibb - Taylor Crabb                               | USA           |
| 17        | Piotr Kantor - Bartosz Łosiak                           | Polen         |
| 17        | Adrian Heidrich - Mirco Gerson                          | Schweiz       |
| 19        | Christopher McHugh - Damien Schumann                    | Australien    |
| 19        | Ondřej Perušič - David Schweiner                        | Tjeckien      |
| 19        | Adrian Carambula - Enrico Rossi                         | Italien       |
| 19        | Julian Amado Azaad - Nicolás Capogrosso                 | Argentina     |
| 19        | Zouheir El Graoui - Mohamed Abicha                      | Marocko       |
| 19        | Yūsuke Ishijima - Katsuhiro Shiratori                   | Japan         |